# 静岡県立富士宮東高等学校
静岡県立富士宮東高等学校（しずおかけんりつ ふじのみやひがしこうとうがっこう）は、静岡県富士宮市小泉にある県立高等学校。富士宮市内では「東高」（ひがしこう）、市外や県外からは「宮東」（みやとう）と呼ばれる。

## 設置学科
- 全日制課程
  - 普通科
    - アートコース
      - 美術専攻

  - 福祉科
- 定時制課程
  - 普通科

## 概要
1906年に女子技芸学校として開校し、2006年に創立100周年を迎えている。
6月には桜丘祭と呼ばれる文化祭がある。
女子校だった名残で、普通科のクラスは約3分の2、福祉科のクラスは9割近くの生徒が女子である。また伝統として、バドミントン部が全国大会常連であった。また最近では、弓道部が力をつけ、全国大会に出場している。
校区が隣の山梨県峡南地域に跨っており、少数ではあるが、山梨県南部町から通学する生徒もいる。

## 沿革
- 1906年 - 大宮町立女子技芸学校が開校
- 1907年 - 大宮裁縫女学校を併合
- 1928年 - 静岡県立大宮高等女学校へ改称
- 1942年 - 富士宮市市制施行により、静岡県立富士宮高等女学校へ改称
- 1948年 - 静岡県立富士宮高等学校へ改称、定時制普通科を設置
- 1949年 - 男女共学化
- 1953年 - 静岡県立富士宮東高等学校へ改称
- 1954年 - 全日制に家庭科を設置
- 1960年 - 男女共学廃止、女子校となる
- 1974年 - 家庭科が廃止され、衛生看護科を新たに設置
- 1992年 - 男女共学再実施
- 2000年 - 普通科に芸術コースを1学級設置
- 2002年 - 衛生看護科が廃止され、福祉科を設置
- 2025年 - 新校舎設立及び使用開始

## 校訓
健やかなからだ　豊かな心　たゆまぬ努力

## 交通
- JR身延線　源道寺駅より徒歩25分
- 東名高速道路　富士インターチェンジより西富士道路経由で10分
- 富士急静岡バス万野粟倉線・富士宮市宮バス「東阿幸地」停留所から徒歩7分

## 部活動
運動部
- 弓道部
- 野球部
- ソフトボール部（女子のみ）
- ハンドボール部
- ソフトテニス部
- 卓球部
- バスケットボール部
- バドミントン部
- バレーボール部
- 水泳部

文化部
- 総合文化部
- オーケストラ部
- 日本文化部（茶道など）
- 情報処理部
- 書道部
- 生活科学部
- 箏曲部
- 美術部

### バドミントン部
- 全国高等学校バドミントン選手権大会（インターハイ）

1973年、1977年、1982年、1983年、1985年、1986年、1987年、1989年、1990年、1991年、1992年、1993年、1994年、1995年、1997年、2000年出場
- 全国高等学校選抜バドミントン大会 1986年出場
- 国民体育大会（国体）1982年、1986年出場

### 弓道部
- 全日本高等学校弓道大会（インターハイ）

1970年、1979年、2002年、2008年出場
- 全国高等学校弓道選抜大会

2004年、2005年（第3位）2006年（ベスト8）出場

## 進路先
2001年から2005年までの5年間の卒業生の進路先は、大学進学475人、短期大学進学233人、専門学校進学582人、就職292人となっている。

## 著名な出身者
- 大島令子 - 衆議院議員
- 菊地正法 - プロ野球選手（元中日ドラゴンズ）
- 神津栄子 - アナウンサー
- 勝又琉偉 - プロ野球選手（千葉ロッテマリーンズ育成契約選手）
- 加瀬皐月 - 在学中に居住地の上野村 (静岡県)の選挙不正を告発し、一家もろともに村八分にされた元女子生徒。詳しくは静岡県上野村村八分事件を参照。